# Euceros tunetanus
Euceros tunetanus là một loài tò vò trong họ Ichneumonidae.